# Neocharitopus solani
Neocharitopus solani is een vliesvleugelig insect uit de familie Encyrtidae. De wetenschappelijke naam is voor het eerst geldig gepubliceerd in 1957 door Risbec.